# Bouřný
Bouřný är ett berg i Tjeckien.   Det ligger i regionen Liberec, i den norra delen av landet, 80 km norr om huvudstaden Prag. Toppen på Bouřný är 703 meter över havet, eller 65 meter över den omgivande terrängen. Bredden vid basen är 0,80 km.
Terrängen runt Bouřný är huvudsakligen lite kuperad.Runt Bouřný är det ganska tätbefolkat, med 75 invånare per kvadratkilometer. Närmaste större samhälle är Česká Lípa, 16,7 km söder om Bouřný. I omgivningarna runt Bouřný växer i huvudsak blandskog.